# Jolin Tsai
Jolin Tsai (蔡依林, pinyin: Cài Yīlín, 15 september 1980 in Taipei, Taiwan) is een Taiwanese C-popzangeres. Ze heeft Engels gestudeerd aan de Katholieke Universiteit Fu Jen (輔仁大學). Als artiestennaam gebruikt ze Jolin.
Tsai werd bekend doordat ze eerste werd bij een MTV-zangwedstrijd. Daarna kreeg ze een platencontract bij Universal Music. In 1999 kwam haar eerste cd uit (Jolin 1019) Dat werd een enorm succes. Ze kreeg toen het imago van 'the girl next door'. Ze werd ook de 'Killer of the Young Boys' genoemd. In 2001 ruilde ze Universal Music in voor Sony BMG Music en in 2006 kwam ze onder de platenmaatschappij EMI Capitol Records terecht. Hoe meer cd's er van haar uitkwamen, hoe populairder ze werd. Tsai heeft fans in Taiwan, op het Chinese vasteland, in Hongkong, Singapore en Maleisië en ook bij Chineestaligen in de Verenigde Staten, waar ze in 2006 heeft opgetreden.
Het lied A Wonder in Madrid (Chinees: 馬德里不思議; pinyin: Mǎ Dé Lǐ Bù Sī Yì) is een van haar hits. Ook nam ze een bekend duet met David Tao op: Marry Me Today (Chinees: 今天你要嫁给我; pinyin: Jīn Tiān Nǐ Yào Jià Gěi Wǒ).
Haar nummer Love, Love, Love werd gebruikt als begin- en eindmelodie van NOS Studio Sportzomer tijdens de Olympische Spelen van 2008 in Peking.

## Albums
- Jolin 1019 (1999)
- Don't Stop (2000)
- Show Your Love (2000)
- Lucky Number (2001)
- Magic (看我72變, 2003)
- Castle (城堡, 2004)
- J-Game (2005)
- Dancing Diva (舞孃, 2006)
- Agent J (特務J, 2007)
- Love Exercise (愛的練習語, 2008)
- Butterfly (花蝴蝶, 2009)
- Myself (2010)
- Muse (2012)
- Play (呸, 2014)
- Ugly Beauty (怪美的, 2018)